# Pachycarpus medusonema
Pachycarpus medusonema är en oleanderväxtart som beskrevs av Arthur Allman Bullock. Pachycarpus medusonema ingår i släktet Pachycarpus och familjen oleanderväxter. Inga underarter finns listade i Catalogue of Life.